# Wolverine Pass
Wolverine Pass är ett bergspass i Kanada.   Det ligger i provinsen British Columbia, i den sydvästra delen av landet, 3 500 km väster om huvudstaden Ottawa. Wolverine Pass ligger 2 202 meter över havet.
Terrängen runt Wolverine Pass är huvudsakligen kuperad, men åt sydost är den bergig. Trakten runt Wolverine Pass är nära nog obefolkad, med mindre än två invånare per kvadratkilometer.. Det finns inga samhällen i närheten. 
Trakten runt Wolverine Pass är permanent täckt av is och snö.